# Tanzania
La Tanzania (AFI: /tanʣaˈnia/ o /tanˈʣanja/), formalmente Repubblica Unita di Tanzania (in swahili Jamhuri ya Muungano wa Tanzania; in inglese United Republic of Tanzania), è uno Stato dell'Africa orientale. Confina a nord con Kenya e Uganda, a ovest con Ruanda, Burundi e Repubblica Democratica del Congo, e a sud con Zambia, Malawi e Mozambico. A est è bagnata dall'oceano Indiano.
Dar es Salaam è la città più grande ed è stata la capitale fino agli anni settanta. Il trasferimento delle funzioni amministrative nella nuova capitale è avvenuto designando Dodoma, posta nel centro della Tanzania, tuttavia non è stato ancora completato.
L'area continentale dello stato fu colonia dell'Impero tedesco a partire dal 1885 con il nome di Africa Orientale Tedesca (Deutsch-Ostafrika). Fu poi occupata dal Regno Unito durante la prima guerra mondiale e integrato nell'Impero britannico prima come mandato della Società delle Nazioni (dal 1922 al 1946) e poi come amministrazione fiduciaria delle Nazioni Unite (dal 1946 al 1961) con il nome di Territorio del Tanganica (Tanganika Territory); il paese ottenne poi l'indipendenza il 9 dicembre 1961 come Reame del Commonwealth, trasformandosi in repubblica l'anno successivo. Lo stato nacque il 26 aprile 1964 dall'unione tra la Repubblica di Tanganica e la neonata Repubblica Popolare di Zanzibar con la denominazione di Repubblica Unita di Tanganica e Zanzibar, nome che venne cambiato nell'ottobre dello stesso anno in Repubblica Unita di Tanzania.

## Etimologia
Il nome "Tanzania" è una parola macedonia nata dalla fusione di "Tanganica" (nome dell'amministrazione fiduciaria britannica che corrisponde alla Tanzania continentale) e "Zanzibar"; fu adottato quando i due soggetti si unirono nel 1964.
Il nome "Tanganyika" deriva dalle parole swahili tanga, "navigare", e nyika ("pianura disabitata", "landa desolata") e si riferiva originariamente al lago Tanganica. Il nome di Zanzibar viene, invece, da zengi, il nome della popolazione locale (per intendere "nero"), e dal suffisso persiano bār, che significa "costa" o "riva".

## Storia

### Preistoria
In Tanzania sono stati ritrovati alcuni dei più antichi reperti fossili umani. La Gola di Olduvai, in particolare, è stata resa celebre dagli scavi di Louis Leakey e altri.
Si ritiene che circa 10 000 anni fa la Tanzania fosse abitata da una popolazione nativa di cacciatori-raccoglitori di ceppo linguistico khoisan. Intorno a 5 000 anni fa immigrarono nella regione gruppi di lingua cuscitica, che introdussero l'agricoltura e l'allevamento. In tempi ancora più recenti la Tanzania fu colonizzata dai bantu provenienti dall'Africa occidentale (Nigeria-Camerun), che oggi costituiscono il gruppo etnico principale.

### Arabi e Persiani
All'inizio del II secolo d.C. sulle coste della Tanzania sull'oceano Indiano iniziarono a nascere insediamenti commerciali persiani e arabi. Poi l'interscambio culturale fra Arabi e Bantu contribuì in gran parte a formare la cultura odierna della regione costiera, e influenzò profondamente la lingua swahili, oggi lingua ufficiale della Tanzania. Il commercio di risorse provenienti dall'entroterra africano (avorio e oro) e l'avvio della tratta araba di schiavi consentì agli insediamenti arabo-persiani di fiorire, trasformandosi in vere e proprie città, come Kilwa; complessivamente, questa epoca di grande sviluppo viene ricordata con il nome di epoca shirazi ("epoca persiana"). I rapporti fra Bantu e Arabi continuarono a essere determinanti per la costa della Tanzania orientale per gran parte del millennio. Nel 1840 Zanzibar divenne capitale di un potente sultanato, legato a quello dell'Oman. Gli arabi portarono in Africa orientale la loro cultura, il loro alfabeto, la loro letteratura, l'Islam e coltivazioni come i chiodi di garofano.

### Le grandi esplorazioni
Gli europei, e quasi esclusivamente i Portoghesi, tentarono una prima colonizzazione della costa orientale dell'odierna Tanzania verso l'inizio del XVI secolo, venendo poi scacciati dagli Arabi, dopo aver governato per alcuni anni e fondato colonie sia sulle coste della Tanzania continentale, sia sull'arcipelago di Zanzibar. L'interesse dell'Europa si riaccese solo verso il XIX secolo. I buoni rapporti fra il sultanato di Zanzibar e l'Europa consentirono a esploratori tedeschi, britannici e di altre potenze europee di dare vita a una serie di missioni esplorative nell'entroterra africano a partire dalla costa orientale. Nel 1848 il tedesco Johannes Rebmann fu il primo europeo a vedere il Kilimangiaro; nove anni dopo, Richard Francis Burton e John Speke giunsero sulle sponde del lago Tanganica. Fu anche in questo periodo che David Livingstone intraprese le sue celebri missioni alla ricerca delle sorgenti del Nilo. Agli esploratori seguirono i missionari.

### Africa Orientale Tedesca
Verso la fine del XIX secolo le diverse potenze europee iniziarono a consolidare le proprie posizioni nell'area in ottica coloniale. Nel 1884 il tedesco Karl Peters convinse diverse tribù della regione dei Grandi Laghi ad accettare l'autorità della Germania, e dopo la Conferenza di Berlino del 1885 l'odierna Tanzania continentale (insieme con gli attuali Ruanda e Burundi) divenne formalmente l'Africa Orientale Tedesca. Nel 1890 venne firmato il trattato di Helgoland-Zanzibar, con il quale Zanzibar diventava protettorato britannico.
L'amministrazione tedesca portò un periodo di grande sviluppo, costruendo infrastrutture e introducendo nuovi tipi e nuove tecniche di coltivazione; allo stesso tempo, essa fu anche estremamente rigida nei confronti della popolazione locale, soffocando nel sangue diversi tentativi di rivolta fra la fine del XIX e l'inizio del XX secolo.
Alla fine della prima guerra mondiale, l'Africa Orientale Tedesca fu occupata dagli inglesi, dopo un lungo periodo di guerra e guerriglia.

### Tanganica
Al termine della prima guerra mondiale, la Lega delle Nazioni assegnò al Regno Unito gran parte dell'ex Africa Orientale Tedesca con il nome di Tanganica. Il mandato britannico fu trasformato in amministrazione fiduciaria nel 1946. Dopo la seconda guerra mondiale, comunque, iniziò il processo che avrebbe portato all'indipendenza. Fra i principali attori di questo processo ci fu il Tanganyika African National Union (TANU), movimento politico fondato da Julius Nyerere.

### Indipendenza e nascita della Tanzania
Nel 1961 il Tanganica ottenne l'indipendenza dal Regno Unito, sotto la guida del TANU di Nyerere. Il Tanganica divenne repubblica ed entrò nel Commonwealth nel 1962. Nel 1963 anche Zanzibar ottenne l'indipendenza, e l'anno successivo il TANU e l'Afro-Shirazi Party (ASP), il partito di governo di Zanzibar, decisero di unire i rispettivi paesi in una repubblica federale, dando vita all'odierna Repubblica Unita di Tanzania.

### Ujamaaed evoluzione politica
Sotto l'amministrazione di Nyerere, la Tanzania assunse inizialmente un assetto politico ed economico basato su una forma di socialismo agricolo chiamato ujamaa. La costituzione della Tanzania venne modificata nel 1965 per formalizzare la situazione de facto del paese, ovvero l'egemonia di un unico partito politico, il Chama Cha Mapinduzi (CCM) nato dalla fusione di TANU e ASP. Nel 1979 la Tanzania fu coinvolta nella guerra con l'Uganda di Idi Amin.
All'inizio degli anni novanta, il presidente Ali Hassan Mwinyi, succeduto a Nyerere, intraprese una serie di profonde riforme del paese, abbandonando gradualmente l'impianto socialista dell'Ujamaa e introducendo il multipartitismo. Le successive consultazioni elettorali confermarono comunque il CCM stabilmente al governo del paese, pur con qualche contestazione; in particolare, nel 2001 il risultato delle consultazioni politiche dell'anno precedente portò a un periodo di scontri fra la polizia e movimenti indipendentisti di Zanzibar. Ben più problematiche le elezioni del 2010.

## Geografia

### Morfologia

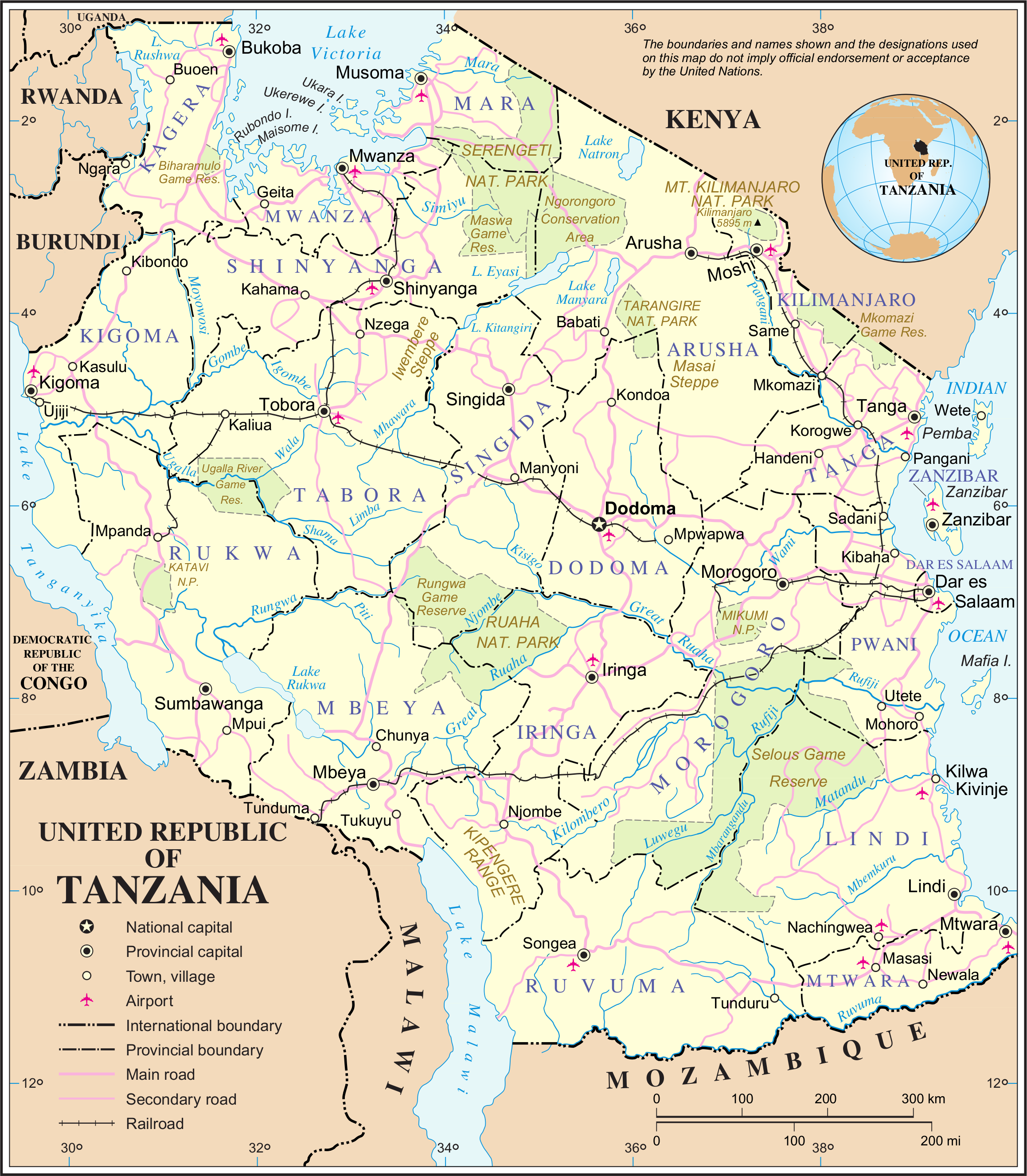
Mappa della Tanzania

Con 947300 km², la Tanzania è il 31º Paese più grande del mondo. È paragonabile per dimensioni alla Nigeria e all'Egitto, oltre tre volte l'Italia. 
La Tanzania è prevalentemente montuosa nel nord-est, dove si trova il Kilimangiaro, la vetta più elevata dell'Africa e le Pare Mountains. Nella stessa regione si trovano anche il monte Meru e una piccola parte dell'Ol Doinyo Orok, al confine con il Kenya. Nel nord e nell'ovest si estende la regione dei Grandi Laghi, tra cui il lago Vittoria (il lago più grande dell'Africa) e il lago Tanganica (lago più profondo dell'Africa, noto per le sue specie di pesci endemici). Un altro lago è il Natron, caratterizzato dalle acque saline, e situato nella Rift Valley vicino al confine con il Kenya. La Tanzania centrale si conforma come un vasto altopiano, con pianure e aree seminative. La costa orientale che si affaccia sull'oceano Indiano è calda e umida. L'isola di Zanzibar si trova di fronte alla costa orientale.
La Tanzania possiede molti grandi parchi naturali ecologicamente significativi, tra cui il famoso Ngorongoro, il Parco nazionale del Serengeti nel nord; la Riserva di caccia del Selous e il Parco nazionale di Mikumi, nel sud; il Parco nazionale di Gombe ad ovest, noto per gli studi della dottoressa Jane Goodall sul comportamento degli scimpanzé.

### Idrografia
Il punto più rilevante dell'idrografia della Tanzania è il lago Vittoria, sul confine tra Tanzania, Kenya e Uganda; è il lago più esteso dell'Africa e qui sono identificate le sorgenti del Nilo.
A sud-ovest di questo, sul confine con la Repubblica Democratica del Congo, c'è il lago Tanganica, considerato il secondo lago più vecchio al mondo (e il secondo per profondità) dopo il lago Bajkal in Siberia.
Sul confine con lo Zambia si trovano le Cascate Kalambo, zona di grande interesse archeologico poiché vi sono stati trovati i primi segni dell'uso del legno degli alberi da parte dell'uomo.

### Clima
La Tanzania ha un clima tropicale. Negli altopiani le temperature variano tra i 10 °C e i 20 °C rispettivamente durante le stagioni fredde e calde. La parte restante del paese presenta temperature che raramente scendono sotto i 20 °C. Il periodo più caldo va da novembre a febbraio (25-31 °C), mentre il periodo più freddo si verifica tra maggio e agosto (15-20 °C). Il clima è fresco nelle regioni di alta montagna.
La Tanzania può essere divisa in due regioni in base alle precipitazioni. La prima, che caratterizza il sud, il sud-ovest, e la parte centro-occidentale del paese, vede la stagione delle piogge nel periodo dicembre-aprile. La seconda, che si trova nel nord e sulla costa settentrionale, prevede due stagioni delle piogge, rispettivamente ottobre-dicembre (definite le piccole piogge o Vuli) e marzo-maggio (definite le lunghe piogge o Masika).

## Popolazione

### Demografia
Nel 2012 la popolazione stimata era di 44 928 923 abitanti, con un tasso di crescita annuo intorno al 2%. La distribuzione della popolazione è molto eterogenea, con densità variabili da una persona per chilometro quadrato nelle regioni aride, a 51 per chilometro quadrato sugli altopiani umidi, fino ai 134 per chilometro quadrato dell'isola di Zanzibar. Quasi l'80% della popolazione è rurale. Dar es Salaam è la più grande città ed è la capitale commerciale; Dodoma, che si trova nel centro della Tanzania è sede del Parlamento e (almeno ufficialmente) la capitale amministrativa.
Come gran parte dei Paesi africani, la Tanzania è afflitta dall'epidemia dell'AIDS. I dati ufficiali indicano il 7% della popolazione adulta, con una forte penetrazione nella classe d'età tra i 20 e i 34 anni.
La Tanzania è nota anche per l'alta incidenza di condizioni genetiche ereditarie come l'albinismo. Secondo le ultime stime, questa anomalia genetica colpisce un tanzaniano su 1 400; ciò è attribuito dagli esperti alla grande diffusione di matrimoni tra consanguinei che avvengono soprattutto nelle zone rurali più remote del paese. Oltre a evidenti problemi di salute, l'albinismo costituisce anche un grave problema sociale: credenze popolari, diffuse in molte parti dell'Africa subsahariana, attribuiscono alle parti del corpo degli albini poteri taumaturgici e gli "stregoni" locali se ne servono per preparare pozioni poi rinvendute a caro prezzo.

### Religioni
A livello religioso, secondo i dati CIA, i cristiani (cattolici e protestanti quasi in pari numero) costituiscono il 35% della popolazione, seguiti dai musulmani (35%) e dai seguaci delle religioni tradizionali (ridotti al 30%). A Zanzibar prevalgono invece nettamente i musulmani (99%), seguiti dai cristiani (1%). 
Tuttavia un recente studio dello statunitense United States Bureau of Democracy, Human Rights, and Labor Affairs per il 2009 suggerisce che ormai il 62% della popolazione sia cristiana, con un 35% di musulmani e 3% di altre religioni.

### Lingue
La lingua ufficiale nazionale è lo swahili (della sottofamiglia delle lingue bantu), mentre come seconda lingua si usa l'inglese.

### Etnie
La popolazione è costituita da più di 120 differenti etnie. Il gruppo più numeroso è quello dei Sukuma, che da soli contano per circa il 16% della popolazione del paese. Seguono Gogo (4,2%), Haya (3,8%), Ha (3,2%), Makonde (3%), Nyamwezi (2,9%), Nyakyusa (2,4%), Hehe (2,3%), Luguru (2,1%), Zaramo (2%), Bena (2%), Shambaa (2%), Chaga (2%). La maggior parte delle etnie appartiene al raggruppamento dei popoli bantu (almeno dal punto di vista linguistico). Fra le etnie nilotiche si trovano i masai e i luo; entrambi i gruppi sono presenti numerosi nel confinante Kenya. Gruppi che parlano lingue cuscitiche risiedono specialmente nella Regione del Manyara. Due piccole tribù aborigene appartengono alla famiglia khoisan.
La popolazione comprende anche arabi, indiani, pakistani, e piccole comunità europee e cinesi. Nel 1994, la comunità asiatica ammontava a 50 000 abitanti nella Tanzania continentale e a 4 000 a Zanzibar, ma poi è molto cresciuta. Si stimano circa 70 000 arabi e 10 000 cittadini europei residenti in Tanzania.
La maggior parte della popolazione dell'isola di Zanzibar è originaria della terraferma tranne un gruppo, gli shirazi, le cui origini sono state fatte risalire ai primi coloni persiani dell'isola. Ma quasi tutti hanno una forte percentuale di sangue arabo.

## Salute
In Tanzania, il tasso di mortalità nei primi 5 anni di vita nel 2006 era di 118 ogni 1 000. La speranza di vita alla nascita nel 2006 era di 50 anni. Negli adulti tra i 15 e i 60 anni il tasso di mortalità nel 2006 era di 518 su 1 000 maschi e 493 su 1 000 femmine.
La causa principale di morte nei bambini che sopravvivono al periodo neonatale è la malaria, per gli adulti è l'AIDS. Altre cause di morte nei bambini sono la polmonite e la diarrea.
Dati del 2006 mostrano che solo il 55% della popolazione aveva accesso a fonti di acqua potabile e il 33% aveva accesso a servizi igienici adeguati.

## Ordinamento dello Stato

### Suddivisione amministrativa

Regioni della Tanzania

La Tanzania è amministrativamente suddivisa in 30 regioni, chiamate mikoa che a loro volta sono suddivise in circa 130 distretti (wilaya).

### Città principali
Dar es Salaam (4 364 541 abitanti in tutta la zona metropolitana) è situata sulla costa dell'oceano Indiano di fronte all'isola di Zanzibar. È capoluogo della piccola regione omonima.
Dar es Salaam è il principale porto della nazione e un importante nodo ferroviario (linea per i laghi Tanganica e Vittoria, e linea per Lusaka, capitale dello Zambia). Collegata da un oleodotto a Ndola (Zambia), è servita dall'Aeroporto Internazionale Julius Nyerere ed è anche il maggior centro industriale del paese (complessi alimentari, del tabacco, tessili, cementieri, farmaceutici e chimici).
La città fu fondata nel 1862 dal sultano di Zanzibar, che le diede il nome attuale (che significa "porto della pace"). Nel 1896 sostituì Bagamoyo come capitale dell'Africa Orientale Tedesca, passando poi nel 1916 sotto l'amministrazione britannica. È stata capitale della Tanzania fino al 1973, quando le funzioni politiche e amministrative vennero trasferite (ufficialmente) a Dodoma.
Zanzibar (223 033 abitanti), capoluogo dell'omonima unità federata, si trova sull'isola di Unguja (spesso indicata come "isola di Zanzibar") ed è un importante mercato dell'avorio e maggior polo commerciale e scalo marittimo dell'isola. Nell'antichità fu un fiorente centro del commercio degli schiavi.
Arusha (416 442 abitanti) è il capoluogo della regione omonima e si trova a 1450 m s.l.m., ai piedi del monte Meru (4556 m). La sua posizione le permette di godere di un clima temperato tutto l'anno nonostante la vicinanza all'equatore. Inoltre la prossimità con l'Aeroporto Internazionale del Kilimangiaro l'ha resa il punto di partenza per i safari organizzati nel nord del Paese. La città nacque come forte di guarnigione durante la colonizzazione tedesca e fu sede della Comunità dell'Africa Orientale dal 1967 al 1977 e di nuovo dopo la sua ricostituzione. Ha poi ospitato il Tribunale penale internazionale per il Ruanda.

## Politica
Dal 1977 il Paese fu retto dal partito unico Chama Cha Mapinduzi (CCM, Partito della Rivoluzione), guidato dal "padre della patria" Julius Nyerere. Il movimento era di ispirazione socialista e nacque dalla fusione dei fronti di liberazione nazionali del Tanganica e di Zanzibar. Julius Nyerere lasciò liberamente il potere nel 1985.
Nell'ottobre del 1995 terminò il regime di partito unico con le prime elezioni multi-partitiche. Il CCM vinse le elezioni e il 23 novembre 1995 si insediò Benjamin Mkapa alla carica di presidente della Repubblica (che è anche capo del Governo); il presidente venne riconfermato nel 2000.
L'opposizione non seppe proporsi come alternativa alle elezioni del 1995, del 2000 e del 2005. Così il 20 dicembre 2005 divenne presidente della repubblica Jakaya Mrisho Kikwete che nominò primo ministro Edward Ngoyayi Lowassa, poi dimessosi in seguito a scandali. Dopo le elezioni del 2010, molto combattute, il CCM detenne la maggioranza dei seggi in parlamento.
Anche l'attuale presidente, Samia Suluhu, entrata in carica il 19 marzo 2021, e l'attuale primo ministro Kassim Majaliwa, in carica dal 20 novembre 2015, sono esponenti del CCM.
Nel 2018 il presidente John Magufuli appoggiò il giovane governatore Paul Makonda nella caccia agli omosessuali che vivono in Tanzania chiedendo aiuto anche alla popolazione per scovarli. Sostenevano che è preferibile far arrabbiare i paesi occidentali che "il Dio dei cristiani e dei musulmani".
La Costituzione della Tanzania (in lingua swahili: Katiba ya Tanzania) venne approvata nel marzo del 1977.

## Istruzione

### Università
L'Università di Dar es Salaam è stata istituita nel 1961 come College dell'Università di Londra.

## Economia
Il reddito annuo pro capite nel 2012 è di circa 629 $ (nominali). Il 60% della popolazione è privo dell'elettricità e il 40% dell'acqua potabile. Negli ultimi anni si è tuttavia registrata una crescita contenuta ma costante permessa dalla stabilità politica.
L'economia dipende in gran parte dall'agricoltura, che costituisce circa il 60% del PIL e l'85% delle esportazioni, e impiega l'80% della forza lavoro. Le condizioni geografiche e climatiche limitano i campi coltivati al 5% del territorio. L'industria pesa circa il 10% del PIL ed è prevalentemente limitata alla trasformazione dei prodotti agricoli. La Banca Mondiale, il Fondo Monetario Internazionale e bilateral donors hanno fornito fondi per risollevare la deteriorata infrastruttura economica della Tanzania. Le grandi risorse naturali come giacimenti d'oro e i parchi nazionali non sono sfruttate appieno e generano poco reddito. La crescita degli anni 1991-99 ha generato un aumento della produzione industriale e un sostanziale incremento dell'output di minerali trainato da oro e cobalto. Recenti riforme del sistema bancario hanno favorito la crescita degli investimenti.
Il bilancio dello Stato è gravato da un onerosissimo debito pubblico, che limita la possibilità di attuare riforme strutturali.
Un settore molto sviluppato è quello del turismo.

## Ambiente

### Parchi nazionali
Circa il 32% del territorio della Tanzania (pari a 303316 km²) è considerato area naturale protetta. La Tanzania ha sedici parchi nazionali e numerose altre riserve naturali. Fra le riserve naturali più celebri della Tanzania si contano il Serengeti National Park, la riserva naturale di Ngorongoro, il Tarangire National Park, il Lake Manyara National Park, la Riserva di caccia del Selous, il Kilimanjaro National Park il Ruaha National Park e il Mikumi National Park. Nella parte ovest della Tanzania sorge il Parco nazionale del Gombe Stream, fondato nel 1960 da Jane Goodall per la salvaguardia e lo studio degli scimpanzé.
La Tanzania ha un'elevata biodiversità e contiene una grande varietà di habitat. Nella pianura del Serengeti, lo gnu barba bianca (Connochaetes taurinus mearnsi) e altri bovini partecipano a una migrazione annuale su larga scala. La Tanzania è anche sede di circa 130 anfibi e oltre 275 specie di rettili, molte delle quali strettamente endemiche. La Tanzania ha messo a punto un piano d'azione sulla biodiversità per affrontare la conservazione delle specie.

## Cultura

### Letteratura
Tra i maggiori esponenti della produzione letteraria in Tanzania, vissuto tra il XX e il XXI secolo, possiamo ricordare Euphrase Kezilahabi e Abdulrazak Gurnah, Premio Nobel per la letteratura, nel 2021, e autore di noti romanzi come Il disertore (2005).

### Musica
Come gran parte dei paesi africani, la Tanzania è caratterizzata da un vasto patrimonio di musica tradizionale, legata soprattutto alla danza e alla ritualità, e diversificata secondo le diverse etnie presenti sul territorio. La musica tradizionale tanzaniana sopravvive soprattutto nelle piccole comunità rurali, ma in tempi recenti, sull'onda del movimento della world music, è stata portata all'attenzione del pubblico internazionale da artisti come Hukwe Zawose.
Le popolazioni della costa, di cultura swahili, hanno una tradizione musicale propria, di influenza araba e indiana, la cui espressione principale è il taarab, un tempo musica di corte dei sultanati omaniti, e oggi entrata nella tradizione popolare e suonata, per esempio, in particolari occasioni sociali come i matrimoni. Nonostante la sua chiara ascendenza araba, il taarab è cantato principalmente in swahili, e artisti taarab particolarmente popolari, come Siti binti Saad e Bi Kidude, hanno avuto un ruolo importante nella diffusione dello swahili nell'entroterra della Tanzania e in Africa orientale in genere.
Altro genere musicale tipico della Tanzania moderna è il muziki wa dansi, una rielaborazione (ancora con testi in swahili) della rumba africana (soukous), un genere musicale nato nello Zaire all'inizio del XX secolo ed estremamente influente in tutta l'Africa centrale e orientale.
Le correnti più recenti riflettono invece l'influsso della musica occidentale, e in particolare afroamericana; in particolare, sono estremamente popolari in Tanzania musicisti hip hop come Juma Nature e X Plastaz. L'hip hop della Tanzania continentale, che ha la sua capitale a Dar es Salaam, viene chiamato bongo flava; quello di Zanzibar, zenji flava.

### Arti figurative

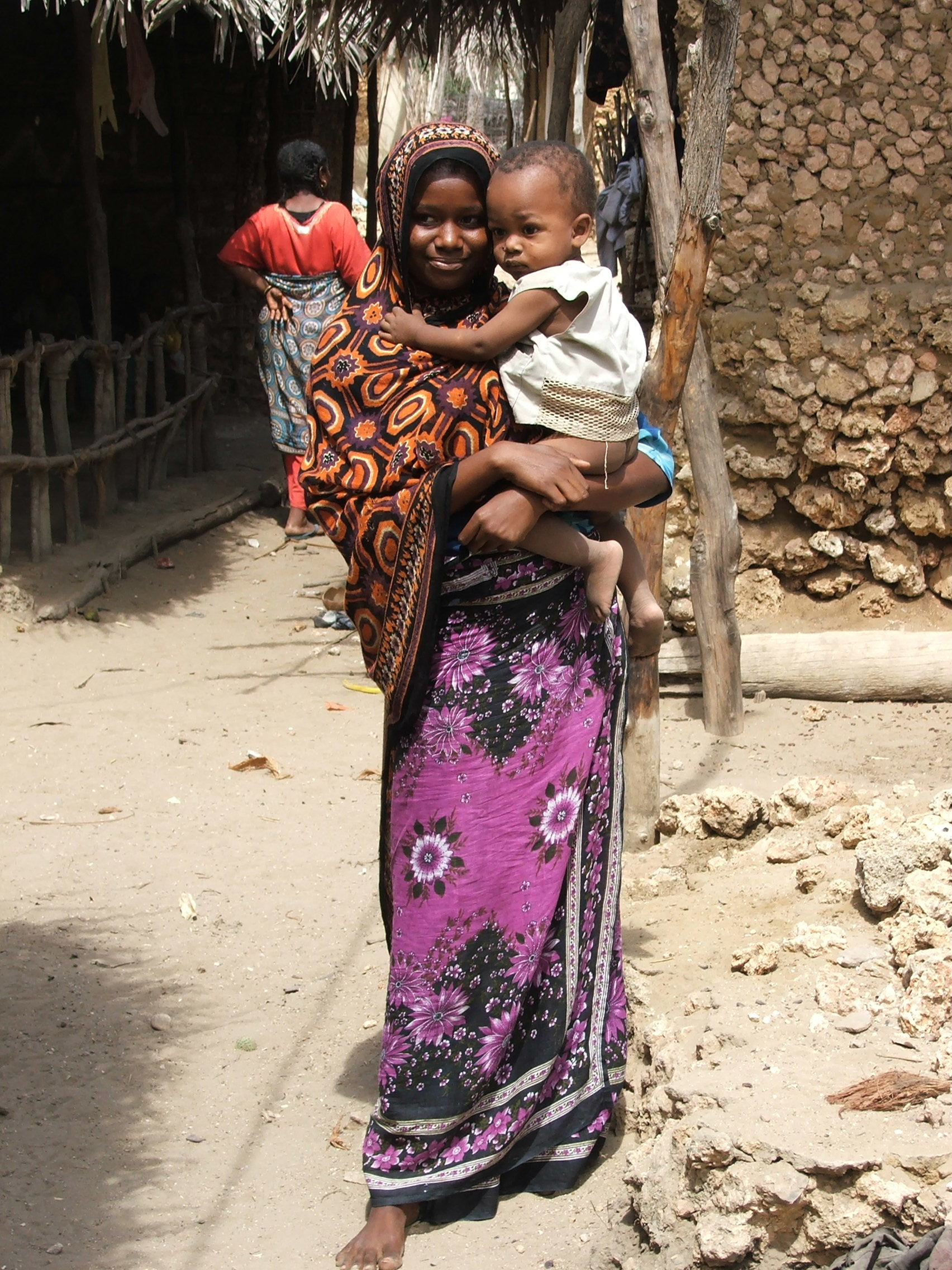
Una donna zanzibari vestita con il kanga

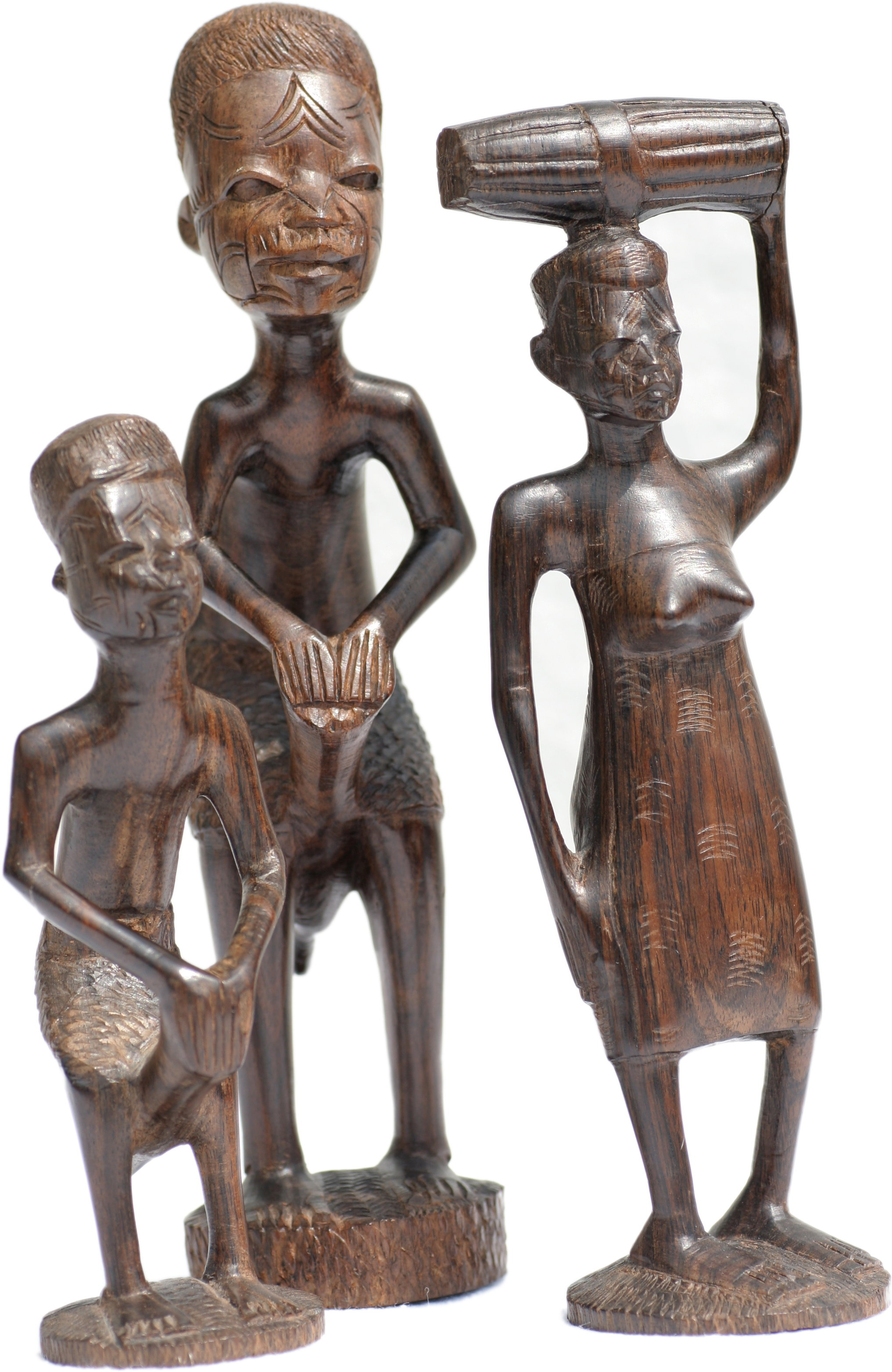
Statuette in legno makonde

Come in tutta l'Africa subsahariana, in Tanzania le arti figurative sono tradizionalmente legate alla decorazione artistica di oggetti di uso concreto, sia esso pratico (per esempio oggetti di arredamento e indumenti) o rituale (per esempio maschere). Anche rispetto alle arti figurative esiste una netta distinzione fra la cultura swahili, che anche in questo ambito attinge alla tradizione araba e mediorientale, e quella dell'entroterra, più vicina alle cultura bantu del resto dell'Africa sudorientale. Nell'arte swahili, influenzata dall'Islam, predominano temi geometrici astratti e l'uso di iscrizioni (originariamente in arabo, oggi più comunemente in swahili o in inglese) come motivi decorativi. Questa tendenza si riflette anche nei capi di vestiario tradizionali swahili, kitenge e kanga, simili ai sarong indiani e decorati tipicamente con arabeschi e proverbi o motti religiosi, politici o morali. Di tradizione invece strettamente bantu è la produzione di oggettistica in legno intagliato dell'etnia makonde, fra le più raffinate dell'Africa subsahariana.
La più nota forma d'arte figurativa della Tanzania moderno è probabilmente lo stile pittorico Tinga-tinga, uno stile pittorico naïf nato come "arte turistica" ma in seguito divenuto vera e propria scuola d'arte e differenziatosi su due livelli: uno relativamente basso, orientata al mercato turistico, e uno più raffinato che trova posto nelle gallerie d'arte non solo tanzaniane o africane.

### Patrimoni dell'umanità
La Tanzania dispone di alcuni siti iscritti nella Lista dei patrimoni dell'umanità dell'UNESCO.

## Sport
Filbert Bayi (nei 3000 metri siepi) (prima medaglia olimpica per la Tanzania) e Suleiman Nyambui (nei 5000 metri), sono stati gli unici atleti ad aver vinto medaglie (argento), per la Tanzania ai Giochi olimpici, entrambi a Mosca 1980. Da ricordare, inoltre, il maratoneta Fabiano Joseph, campione mondiale di mezza maratona, ad Edmonton in Canada, nel 2005.
Il calcio è ampiamente lo sport più popolare e giocato del paese. La nazionale di calcio della Tanzania ha come attuale capocannoniere con 25 reti a Mrisho Ngasa. La pallacanestro è giocata soprattutto nell'esercito e nelle scuole. Il primo tanzaniano ad aver giocato nell'NBA è stato Hasheem Thabeet per i Memphis Grizzlies; attualmente gioca a Taiwan nei Tainan TSG GhostHawks.
Il cricket è uno sport in rapida crescita soprattutto dopo aver ospitato la ICC Cricket League division 4 nel 2008.

## Gastronomia
Un altro aspetto caratteristico riguarda la gastronomia. Un piatto tipico è rappresentato dal kachumbari.

## Tradizioni
Una delle tradizioni della Tanzania è una danza collettiva del 26 aprile, in memoria dell'unione tra Tanganica e Zanzibar.

## Ricorrenze nazionali
| Data       | Nome             | Significato                                                                |
| ---------- | ---------------- | -------------------------------------------------------------------------- |
| 26 aprile  | Union Day        | Unione del Tanganica a Zanzibar: formazione della Tanzania unita, nel 1964 |
| 9 dicembre | Independence Day | Giorno dell'indipendenza del Tanganica, dal Regno Unito, nel 1961          |